# De vliegsiroop
De vliegsiroop is het 30e stripverhaal van Samson en Gert. De strip werd getekend door striptekenaarsduo Wim Swerts en Jean-Pol. Danny Verbiest, Gert Verhulst en Hans Bourlon namen de scenario's voor hun rekening. De strips werden uitgegeven door Studio 100. De strip verscheen in 2003.

## Personages
In dit verhaal spelen de volgende personages mee:
- Samson
- Gert
- Alberto Vermicelli
- Burgemeester Modest
- Jeannine De Bolle
- Octaaf De Bolle
- Van Leemhuyzen
- Frieda Kroket
- Afgevaardigde van de minister

## Verhalen
Het album bevat de volgende drie verhalen:
1. De vliegsiroop
Octaaf heeft een uitvinding gedaan: Een siroop waarmee hij kan vliegen. Hij deelt deze ontdekking met Samson en Gert en hun vrienden. Samen redden ze een familie uit een brandend appartement. Ze worden echte helden en komen op televisie. Gehaaide fabrikanten met slechte bedoelingen hebben het gemunt op dit wonderdrankje.
2. Secretaresse Suzy
Van Leemhuyzen heeft op het gemeentehuis per ongeluk een inktpot over de officiële documenten van de burgemeester gegooid. Dan komt er een meisje op het gemeentehuis, ze heet Suzy. De burgemeester is helemaal weg van Suzy, daarom ontslaat hij Van Leemhuyzen. Komt dit nog wel goed?
3. De gouden pen
Van Leemhuyzen is al 5 jaar secretaris van de burgemeester, daarom heeft de burgemeester een cadeau voor Van Leemhuyzen gekocht: een gouden pen. Van Leemhuyzen is zo blij met z'n gouden pen dat hij zijn vrienden wil beetnemen. Hij schrijft brieven naar Gert, Alberto en Frieda, en daarin schrijft hij dat ze beroemd worden...

## Trivia
- Dit is de eerste strip met een nieuwe omslag.
- De strip Secretaresse Suzy is een variant op de aflevering Gemeentesecretaris Suzy uit 2002.
- De strip De gouden pen is een variant op de aflevering De geheimzinnige briefschrijver uit 2002.
- De strip De vliegsiroop lijkt sprekend op de K3 strip Het superheldendrankje